# Svag
"Svag" är en singel av Victor Leksell från januari 2020. Den är den mest strömmade låten någonsin på svenska, och vidare utsågs låten till årets låt 2020. Låten uppger artisten handla om den "andnödskänsla som kan uppstå när man befinner sig i samma rum som den man är förälskad i."
Under 2020 låg låten på Svensktoppen i 47 veckor varav 19 som etta.
Leksell tilldelades Nordens språkpris 2020 tack vare "Svag".
"Svag" är den första låten på svenska som passerat 100 miljoner spelningar på musikströmningstjänsten Spotify.

## Andra versioner
Låten har gjorts i en cover av Newkid och dansbands-tappning av Per-Håkans och Danzbanderz.